# Kumpusaari (ö i Kajanaland, Kajana, lat 64,20, long 28,10)
Kumpusaari är en ö i Finland. Den ligger i sjön Rehja och Nuasjärvi och i kommunen Sotkamo i den ekonomiska regionen  Kajana ekonomiska region  och landskapet Kajanaland, i den centrala delen av landet, 500 km norr om huvudstaden Helsingfors. Öns area är 1,3 hektar och dess största längd är 210 meter i öst-västlig riktning.